# Municipio de Washington (condado de Pike)
El municipio de Washington (en inglés: Washington Township) es un municipio ubicado en el condado de Pike en el estado estadounidense de Indiana. En el año 2010 tenía una población de 4460 habitantes y una densidad poblacional de 38,17 personas por km².

## Geografía
Según la Oficina del Censo de los Estados Unidos, tiene una superficie total de 116.85 km², de la cual 114.19 km² corresponden a tierra firme y (2.28%) 2.66 km² es agua.

## Demografía
Según el censo de 2010, había 4460 personas residiendo. La densidad de población era de 38,17 hab./km². De los 4460 habitantes, estaba compuesto por el 98.05% blancos, el 0.36% eran afroamericanos, el 0.18% eran amerindios, el 0.38% eran asiáticos, el 0.04% eran isleños del Pacífico, el 0.16% eran de otras razas y el 0.83% pertenecían a dos o más razas. Del total de la población el 0.96% eran hispanos o latinos de cualquier raza.